# Grão-príncipe
Grão-príncipe (em russo:  Velikiy knyaz e em italiano:  Gran principe) era um título nobiliárquico dado na Europa ao filho de um monarca que não está na linha de sucessão.
Na Rússia, o Grão-príncipe foi um título dado aos filhos do imperador, podendo actuar como Regente do poder Imperial nos períodos de vacância, como no caso em que o herdeiro do trono era menor.
No Grão-Ducado da Lituânia o monarca era, por vezes, denominado (erradamente) como Grão-Príncipe.
No Grão-Ducado da Toscana, o título de Grão-príncipe era atribuído ao herdeiro do trono.

## Ligações Externas
- Enciclopédia Significados_Grão-Príncipe[ligação inativa]